# Cút rừng nâu hạt dẻ
Odontophorus hyperythrus là một loài chim trong họ Odontophoridae.